# Alstroemeria sabulosa
Alstroemeria sabulosa är en alströmeriaväxtart som beskrevs av Pierfelice Ravenna. Alstroemeria sabulosa ingår i släktet alströmerior, och familjen alströmeriaväxter. Inga underarter finns listade i Catalogue of Life.